# シラタマソウ
シラタマソウ（白玉草、学名: Silene vulgaris）は、ナデシコ科マンテマ属の多年草。

## 形態・生態

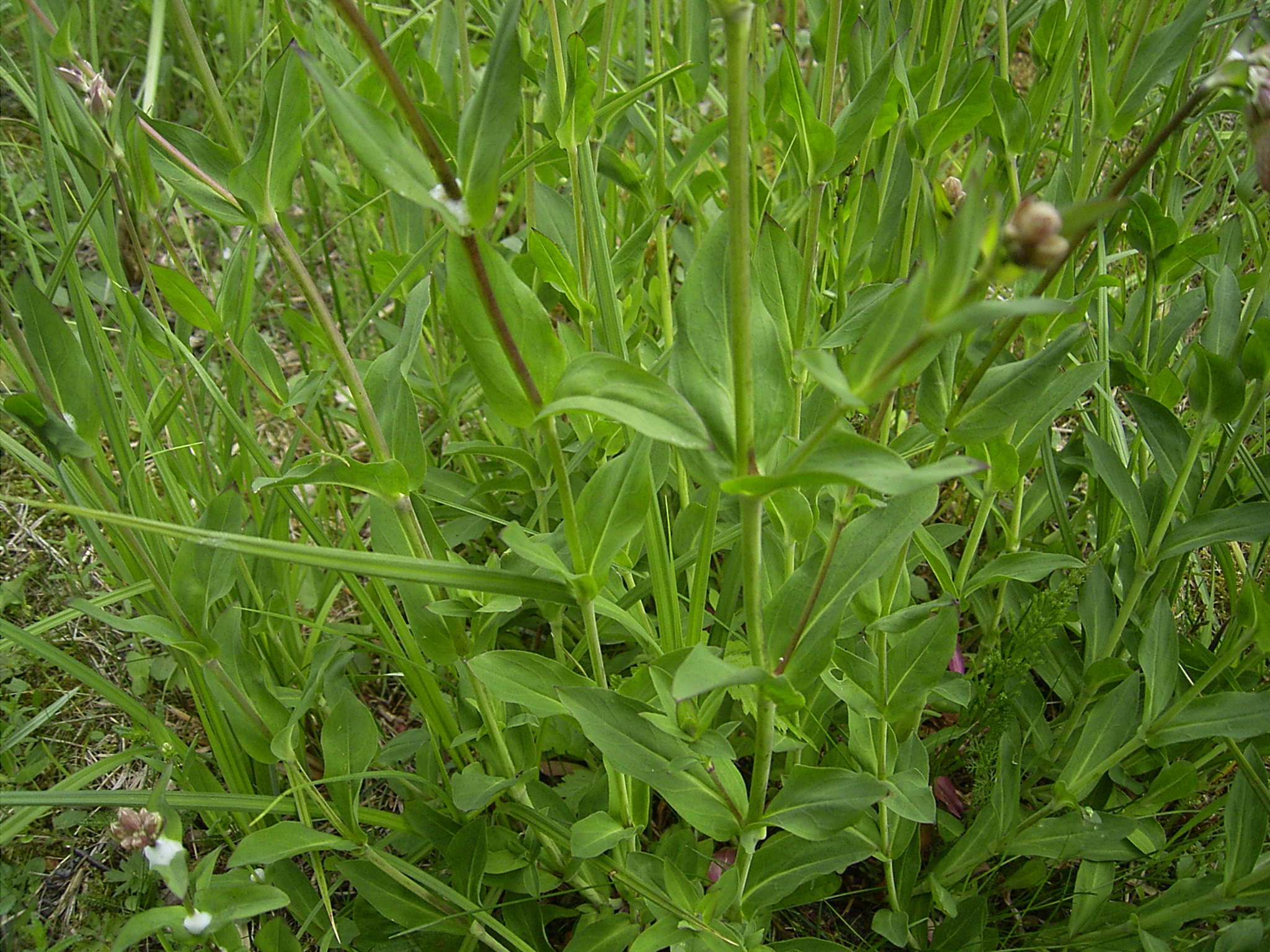
茎と葉
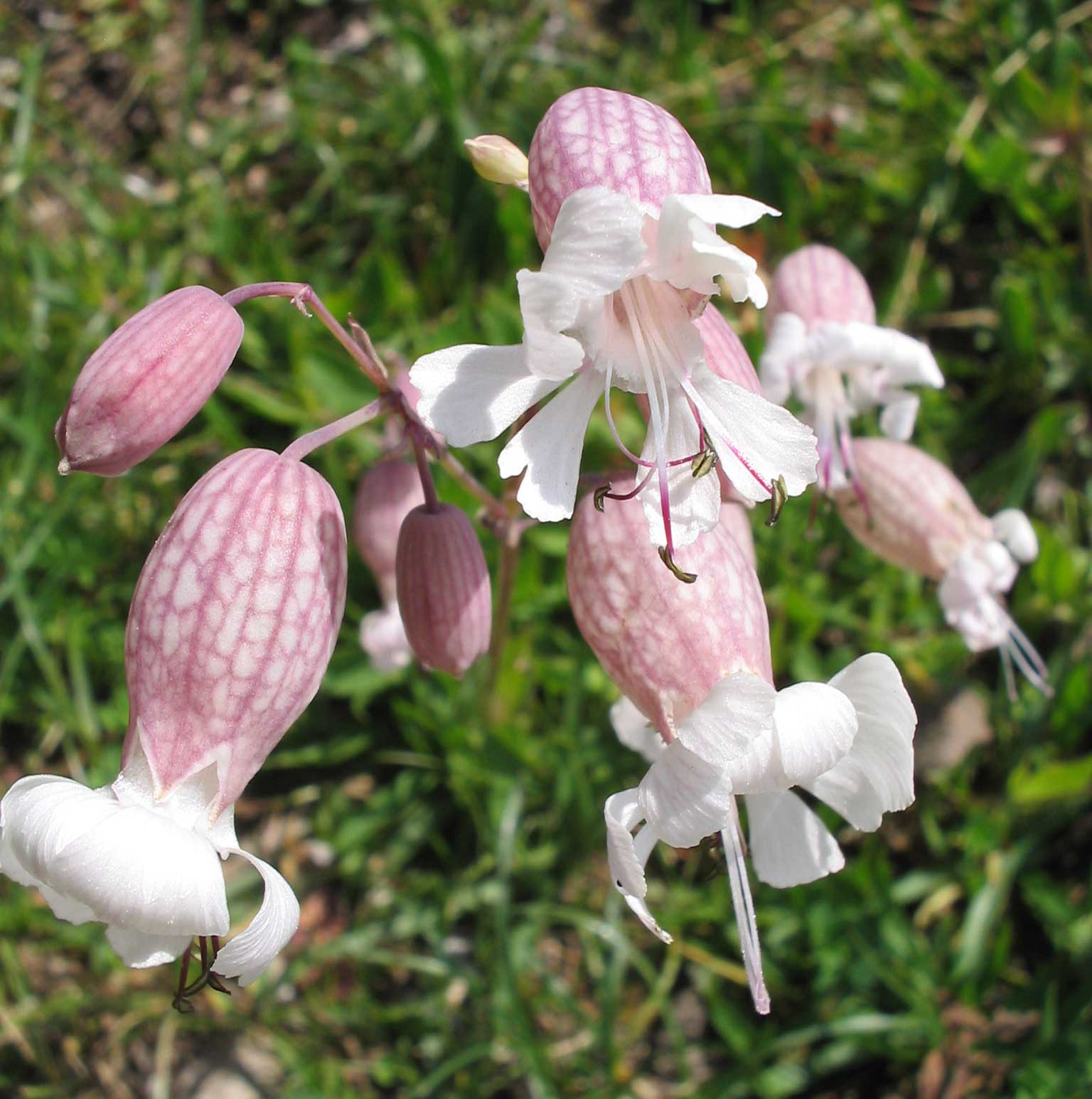
花
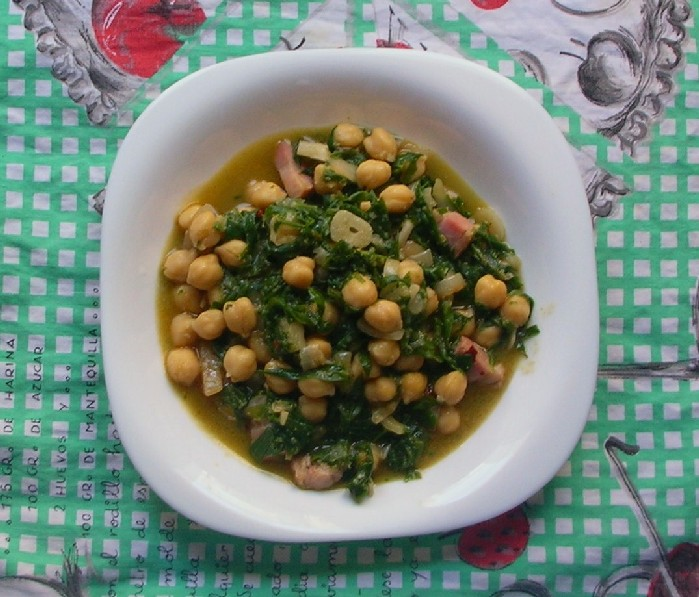
スペインのマンチェゴ地方の煮豆料理 Potaje de garbanzos y collejas

## 分布・生育地
ヨーロッパ原産で、戦後日本にも帰化。

## 人間との関わり
主に地中海地域の一部の国で野菜として使われる。柔らかい新芽はサラダに利用され、古い葉は茹でたり、煮たり、揚げたり、にんにくとソテーしてオムレツやリゾットにして食される。日本ではイタリア野菜として「ストリドーロ」の名称で一部で扱われている。